# Karl Frengl
Karl Frengl (6. dubna 1860 Klokočka – 4. listopadu 1919) byl rakouský a český advokát a politik německé národnosti, na počátku 20. století poslanec Českého zemského sněmu.

## Biografie
Vystudoval gymnázium v České Lípě a práva na německé univerzitě v Praze. Roku 1885 získal titul doktora práv. Pak působil jako advokát ve Falknově.
Na počátku století se zapojil i do zemské politiky. Ve volbách v roce 1901 byl zvolen do Českého zemského sněmu v kurii venkovských obcí (volební obvod Falknov, Kynžvart). Politicky byl samostatným německým radikálním nacionálem.Sněm se ovšem kvůli vzájemným obstrukcím Čechů a Němců fakticky nescházel.
Angažoval se v zemských německojazyčných školských organizacích. V roce 1914 se uvádí, že se přestěhoval do dolnorakouského Tullnu.